# Hubertine
Hubertine ist ein weiblicher Vorname. Er ist eine Variante des althochdeutschen Namens Hubert. Der Namenstag ist am 3. November.

## Bekannte Namensträgerinnen
- Hubertine Auclert (1848–1914), französische Frauenrechtlerin
- Hubertine Bettendorf (1809–1903), Schweizer Wohltäterin
- Hubertine Heijermans (1936–2022), niederländisch-schweizerische Malerin und Grafikerin
- Hubertine Underberg-Ruder (* 1962), deutsche Unternehmerin